# Athlétique Club Paris-Joinville

L’Athlétique Club de Paris-Joinville abrégé en ACPJ est un club français d’athlétisme fondé en 1984 et basé sur la commune francilienne de Joinville-le-Pont, dans le Val-de-Marne. Il accueille plus de 700 licenciés dont près de 400 en sport santé. Le président actuel est Gérard Auvray.

## Le club
L’Athletic Club de Paris-Joinville (ACPJ) est fondé en 1984 par André Beaudoin, ancien dirigeant de l’Athlétic Club de Paris, club qui a fonctionné de 1962 à 1984.
Le club siège au stade municipal Jean-Pierre Garchery de Joinville-le-Pont se situant sur le territoire de la ville de Paris (12, avenue des Canadiens, dans le Bois de Vincennes et dépend du douzième arrondissement de la capiale).
Le club organise chaque année en juin depuis 1999 un meeting, baptisé depuis 2007 du nom d’André Beaudoin, l’ancien président et fondateur du club, décédé en octobre 2006.
Le club a été reconnu d'utilité publique par décret en 1984 suivant la loi de 1901. Il est présidé depuis 2005 par Gérard Auvray.
En octobre 2007, l'ACPJ et le club ASPTT Paris ont annoncé leur fusion.
Pour la saison 2012-2013, le club évolue en division Nationale 1A pour le championnat de France interclubs. Il figurait depuis 2008 en Nationale 2. Depuis, l'équipe 1 du club, est redescendu en Nationale 2 et joue chaque année la montée en Nationale 1B ou le maintien en nationale 2. Le club, possède une deuxième équipe, qui se trouve en Nationale 2D.
Pendant la saison 2022-2023, le club est repassé en division National 1A huit ans après l'avoir quittée, à la suite d'un déplacement épique et enjoué à Belfort à l'occasion de la Finale du Championnat de France des clubs de N1B.

## Athlètes

### Effectif en 2021
- Sérena Kouassi (100 m et 200 m) record de France du 200 m cadette en salle, 2019. Médaille de bronze sur 200 m au Festival olympique de la Jeunesse.
- Bacou Dambakaté (100 m), athlète de Guinée malvoyant, ancien athlète de l'équipe de France paralympiques. Participation aux Jeux paralympiques de Rio en 2016.

### Anciens athlètes
- Frédéric Cornette (800 mètres), demi-finaliste aux Jeux olympiques de Barcelone (Espagne) en 1992.
- Rahoui Imad (100m et 200m ), 2001 - 2006. Finaliste aux jeux panarabes sur 100m et 200m (Alger, 2004) pour le Maroc.
- Françoise Mbango-Etone (triple saut), athlète camerounaise, médaillée d'or aux Jeux olympiques d'Athènes (Grèce) en 2004 et aux Jeux olympiques de Pékin (Chine) en 2008.
- Romain Mesnil (saut à la perche), médaillé d'argent aux championnats du monde à Ōsaka (Japon) en 2007 et à ceux de Berlin (Allemagne) en 2009.
- Sophie Duarte (3 000 mètres steeple), championne de France en 2007 et détentrice du record national, seconde de la Coupe d'Europe des nations d'athlétisme à Munich (Allemagne) la même année.
- Muriel Hurtis 100 mètres, 200 mètres et relais 4×100 mètres, championne de France de 200 m, médaillée de bronze aux Jeux olympiques d'Athènes (Grèce) en 2004.
- Leslie Djhone (400m) recordman de France du 400m.
- Marie-José Perec (100m, 200m, 400m et 400m haies) record de France sur 200m, 400m et 400m haies. Médaillé d'or aux Jeux Olympiques de Barcelone en 1992 sur 400m. Médaille d'or aux Jeux Olympiques d'Atlanta en 1996 sur 400m et sur 200m.